# Austropsopilio novahollandiae
Austropsopilio novahollandiae is een hooiwagen uit de familie Caddidae. De wetenschappelijke naam van Austropsopilio novahollandiae gaat terug op Forster.